# Renvoi relatif au mariage entre personnes du même sexe
Le Renvoi relatif au mariage entre personnes du même sexe  est un renvoi de la Cour suprême du Canada rendu en décembre 2004 où la Cour a répondu à des questions concernant la validité constitutionnelle du mariage de même sexe.

## Les faits
Avant ce renvoi, la question de la validité constitutionnelle du mariage de même sexe avait été examinée par plusieurs cours d'appel des provinces. Toutes les cours d'appel ont jugé qu'il était constitutionnellement valide. En réponse à cela, le gouvernement du Canada a soumis trois questions à la Cour suprême concernant la validité du projet de loi sur le mariage de même sexe (la proposition de loi concernant certaines conditions de fond du mariage civil) :

« 1. La Proposition de loi concernant certaines conditions de fond du mariage civil, ci‑jointe, relève‑t‑elle de la compétence exclusive du Parlement du Canada? Dans la négative, à quel égard et dans quelle mesure?
2.    Si la réponse à la question 1 est affirmative, l'article 1 de la proposition, qui accorde aux personnes du même sexe la capacité de se marier, est‑il conforme à la Charte canadienne des droits et libertés?  Dans la négative, à quel égard et dans quelle mesure?
3.    La liberté de religion, que garantit l’alinéa 2a) de la Charte canadienne des droits et libertés, protège‑t‑elle les autorités religieuses de la contrainte d’avoir à marier deux personnes du même sexe contrairement à leurs croyances religieuses? »

Plus tard, une question supplémentaire a été ajoutée :

« 4. L’exigence, sur le plan civil, selon laquelle seules deux personnes de sexe opposé peuvent se marier, prévue par la common law et, pour le Québec, à l’article 5 de la Loi d’harmonisation no 1 du droit fédéral avec le droit civil, est‑elle conforme à la Charte canadienne des droits et libertés?  Dans la négative, à quel égard et dans quelle mesure? »

## Avis de la Cour
Le tribunal a répondu aux questions en ces termes :
1. En ce qui concerne l'art. 1 : Oui. En ce qui concerne l'art. 2: Non.
2. Oui.
3. Oui.
4. La Cour exerce son pouvoir discrétionnaire de ne pas répondre à cette question

### Argument de justicabilité
La Cour a d'abord examiné l'argument selon lequel les questions ne sont pas justiciables (c'est-à-dire que ce ne serait pas une question juridique, ou lorsque la nature de la question ou des informations fournies ne permet pas à la Cour de donner une réponse complète ou précise) au motif qu'il s'agirait d'une question politique. La Cour a catégoriquement rejeté cet argument, car ces considérations politiques fournissent le contexte plutôt que la substance des questions soumises à la Cour, comme dans le Renvoi sur la sécession du Québec.

### Première question
La première question imposait au tribunal de déterminer de quelle rubrique de compétence relève la loi. Il a été clairement déterminé que le caractère véritable de la loi était fédéral puisque la loi concerne le mariage qui relève de la compétence fédérale absolue en vertu du paragraphe 91 (26) de la Loi constitutionnelle de 1867.
La Cour a ensuite examiné les incidences de la définition du mariage en common law sur la nouvelle loi. La définition applicable est tirée de Hyde c. Hyde (1866), une affaire de polygamie rendue en 1866 dans laquelle Lord Penzance a déclaré  :

« Quelle est donc la nature de cette institution, telle que la conçoit la chrétienté? Ses éléments accessoires peuvent varier d’un pays à l’autre, mais quels en sont les constituantes essentielles et les caractéristiques invariables?  Pour exister partout et pour être communément acceptée, elle doit nécessairement posséder (aussi différents que puissent être ses éléments accessoires d’un pays à l’autre) des attributs immuables et des propriétés universelles. Je pense que le mariage, tel que le conçoit la chrétienté, peut à cette fin être défini comme l’union volontaire pour la vie d’un homme et d’une femme, à l’exclusion de toute autre personne. »

La Cour a rejeté cette définition en appliquant la doctrine de l'arbre vivant utilisée dans la célèbre affaire personne, en faisant une analogie entre l'exclusion des femmes de la définition de « personne » en common law et celle des couples de même sexe.
Les intervenants avaient soutenu que le sens du mariage est fixé dans une convention au-delà de la portée de la Constitution, car son sens traditionnel est utilisé depuis des milliers d'années à travers le monde entier. De plus, ils ont fait valoir que la doctrine de l'arbre vivant est limitée dans les « limites naturelles » de l'interprétation et ne peut pas être étendue à tout ce que le tribunal voudrait qu'elle soit.
La Cour a rejeté ces arguments et a déclaré qu'elle n'essayait pas de trouver la définition du mariage, mais qu'elle examinait seulement si un sens proposé correspondait à la définition. Le sens du mariage n'est pas fixé à ce qu'il signifiait en 1867, mais il doit plutôt évoluer avec la société canadienne qui représente actuellement une pluralité de groupes.
Cependant, la Cour a pris la peine de dire que la législation ne concernait que « l’institution juridique du mariage » et n'a aucun effet sur le mariage religieux.
L'article 2 de la loi proposée a été jugé ultra vires de la compétence du Parlement fédéral car son caractère véritable est de déterminer qui peut (ou doit) célébrer des mariages et que cela relève de la matière constitutionnelle attribuée aux provinces en vertu de l'art. 92 (12) L.C. 1867.

### Deuxième question
En examinant la deuxième question, la Cour a non seulement confirmé la validité de la loi, mais a ajouté que son objet « découle » de la Charte. Les juges ont en outre constaté que le droit à l'égalité des groupes religieux et des couples de sexe opposé n'est pas compromis par la législation, au motif que l'élargissement de la Charte enrichit la société et que l'égalité ne peut être soutenue par le refus d'un avantage à d'autres. Lorsque des conflits entre les droits surviennent, a déclaré la Cour, ils doivent être résolus par un équilibrage interne de ces droits, et non par un déni de droits.

### Troisième question
Concernant la troisième question, la Cour a conclu que la garantie de liberté de religion protège ceux qui sont en désaccord avec la célébration de mariages de même sexe et même ceux qui ne sont pas d'accord avec la location d'espaces religieux à des fins de mariage homosexuel. Encore une fois, la Cour a réitéré qu'il appartient aux provinces de légiférer sur la protection des groupes religieux.

### Quatrième question
La Cour a décidé de ne pas répondre à la quatrième question car elle « ne serait d’aucune utilité sur le plan juridique ». Puisque le gouvernement fédéral avait déjà décidé de ne pas faire appel du jugement de la Cour d'appel de l'Ontario dans l'arrêt Halpern sur cette même question, il ne servait donc à rien de l'examiner à nouveau. En outre, le tribunal a souhaité respecter les décisions des tribunaux d'appels confirmant la légalité du mariage de même sexe en ne les révisant pas.